# Угнівська міська рада
Угнівська міська рада — орган місцевого самоврядування у Сокальському районі Львівської області. Адміністративний центр ради — місто Угнів.

## Загальні відомості
Водоймища на території, підпорядкованій даній раді: річка Солокія.

## Населені пункти
Міській раді підпорядковані населені пункти:
- м. Угнів
- с. Заставне

## Склад ради
Рада складається з 18 депутатів та голови.

### Керівний склад попередніх скликань
| ПІБ                           | Основні відомості                                    | Дата обрання | Дата звільнення |
| ----------------------------- | ---------------------------------------------------- | ------------ | --------------- |
| Осміловський Михайло Іванович | Міський голова, 1971 р.н., освіта, безпартійний      | 26.03.2006   | 31.10.2010      |
| Осміловський Михайло Іванович | Міський голова, 1961 р.н., освіта вища, безпартійний | 31.10.2010   |                 |

Примітка: таблиця складена за даними джерела